# Simon Napier-Bell
Simon Napier-Bell (Ealing, Londen, 22 april 1939) is een Engels impresario, muziekproducent, liedjesschrijver en journalist. Hij is het bekendst als manager van onder andere The Yardbirds, John's Children, Marc Bolan, Japan, Asia, Ultravox en Wham!.

## Levensloop
Napier-Bell was al jong geïnteresseerd in jazzmuziek. Tijdens zijn middelbareschooltijd in Bryanston in Dorset richtte hij een jazzband op. Toen hij op zijn zeventiende de school verliet, wilde hij professioneel trompettist worden. Een jaar later vertrok hij naar Canada, waar hij twee jaar lang in diverse bands speelde. Het jaar daarop verkende hij liftend de Verenigde Staten.
Terug in Engeland kreeg hij een baan als assistent-filmproducent. Na korte tijd begon hij voor zichzelf als onafhankelijk muziekproducent. Hij nam de muziek van Burt Bacharach op voor de film What’s New Pussycat (1965) en maakte op eigen initiatief een complete hermontage, omdat er naar zijn mening weinig samenhang zat in de verschillende stukken. Bacharach was woedend toen hij voor het eerst het resultaat zag, maar draaide bij toen The New York Times zijn filmmuziek ‘een meesterwerk’ noemde. Later schreef en monteerde Napier-Bell de muziek voor de film Here We Go Round the Mulberry Bush van Clive Donner (1967).
In 1966 schreef hij samen met zijn vriendin Vicki Wickham, de manager van Dusty Springfield, het nummer You Don't Have to Say You Love Me op de melodie van een bestaand Italiaans lied. Dusty Springfield haalde met dit lied voor de eerste en enige maal de eerste plaats in de Britse hitparade.
Vicki Wickham deed hem de suggestie aan de hand om popmuzikanten te gaan managen. Napier-Bell begon met het duo Diane & Nicky, een blanke jongen en een zwart meisje. In 1966 was dit een gewaagde combinatie.
Hoewel Diane & Nicky weinig succes hadden, werd Napier-Bell al spoedig vaker gevraagd als manager. In hetzelfde jaar, 1966, verving hij Giorgio Gomelsky als manager van The Yardbirds. Samen met de basgitarist Paul Samwell-Smith schreef hij hun hit Over Under Sideways Down en produceerde hij hun eerste lp Roger the Engineer. Napier-Bell wist ook Michelangelo Antonioni te overtuigen om The Yardbirds te laten optreden in zijn film Blowup in plaats van The Who, die Antonioni eerst op het oog had.
Verder had Napier-Bell veel te stellen met The Yardbirds, vooral in de tijd dat Jeff Beck en Jimmy Page samen deel uitmaakten van de groep en hun ego’s regelmatig botsten. Kort nadat Jeff Beck was vertrokken, stapte ook Napier-Bell op. Zijn opvolger werd Peter Grant.
Napier-Bell kreeg ook Marc Bolan en John's Children onder zijn hoede. Korte tijd maakte Marc Bolan deel uit van John’s Children; het idee kwam van Kit Lambert, de manager van The Who, met wie Napier-Bell bevriend was. Toen Bolan uit John’s Children was gestapt, formeerde hij zijn eigen groep, Tyrannosaurus Rex. Napier-Bell maakte met hen een paar studio-opnamen en haakte toen af. Met Bolans verdere carrière heeft hij zich niet meer bemoeid.
In 1967 vormde Napier-Bell een team met de gewezen komiek Ray Singer: Rocking Horse Productions. Samen produceerden ze platen voor verschillende artiesten, die ze bij verschillende platenmaatschappijen onder dak brachten. Onder die artiesten waren The Scaffold, Peter Sarstedt en The Average White Band.
Het begin van de jaren zeventig bracht Napier-Bell door in Australië, Spanje en Zuid-Amerika. Ook daar trad hij op als manager, onder andere van de Spaanse zanger Júnior (echte naam: Antonio Morales Barretto).
In 1976 keerde Napier-Bell terug naar Londen, waar hij de groepen London en Japan onder zijn hoede nam. London bestond maar kort, maar Japan bleef zeven jaar bij elkaar. Napier-Bell wist van de onbekende groep een beroemde naam te maken.
Samen met Jazz Summers nam hij in 1983 het management van de groep Wham! op zich. Het managementduo hielp de groep van diens contract met de platenmaatschappij Innervision af te komen. Na een lange gerechtelijke procedure kon de groep een nieuw contract tekenen met CBS.
Napier-Bell kreeg met veel moeite voor elkaar dat de groep in 1985 als eerste westerse popgroep mocht optreden in China. Later dat jaar beëindigde de groep de contacten met Napier-Bell en Summers. Napier-Bell ging verder als manager van het duo Blue Mercedes en hielp in 1988 bij de heroprichting van Boney M.
Latere projecten van Napier-Bell waren Asia en Ultravox. In het begin van de eenentwintigste eeuw werkte hij in Rusland, waar hij de zangeres Alsou en de groep Smash!! managede.
Hij leeft momenteel in Thailand met zijn partner, de binnenhuisarchitect Yotin Chaijanla (geboren in 1972).
In 2013 werd bekendgemaakt dat Napier-Bell de krachten heeft gebundeld met de Nederlandse ondernemer en artiestenmanager Björn de Water. Met het bedrijf Snap-B Music Ltd adviseren zij artiestenmanagers hoe ze hun artiesten internationaal in de markt kunnen zetten.

## Boeken
Simon Napier-Bell heeft vier hilarische boeken op zijn naam staan over de Britse popbusiness en zijn rol daarin, waarin hij ook openhartig ingaat op zijn seksuele avonturen met zowel mannen als vrouwen:
- You Don't Have to Say You Love Me, New English Library, Sevenoaks, 1983. Het boek is in 1998 en 2005 opnieuw uitgegeven bij Ebury Press in Londen. Het verhaalt over Napier-Bells ervaringen in de jaren zestig, onder andere met The Yardbirds, Marc Bolan en John’s Children.
- Black Vinyl, White Powder, Ebury Press, Londen, 2001. Het boek vertelt over de beginjaren van de Britse popmuziek en de rol die drugs én de homoseksualiteit van veel managers en producers daarbij hebben gespeeld.
- I’m Coming to Take You to Lunch: A Fantastic Tale of Boys, Booze and How Wham! Were Sold to China, Wenner Books, New York, 2005. Er bestaat ook een editie uit 2006 van Ebury Press in Londen. Het boek handelt over Napier-Bells avonturen met Wham!
- In augustus 2014 verscheen zijn nieuwste boek, genaamd Ta-Ra-Ra-Boom-De-Ay,[5] een uitgebreide geschiedenis van de popmuziek van 1710 tot heden.